# Боргонуово Понтекјо
Боргонуово Понтекјо (итал. Borgonuovo-Pontecchio) је насеље у Италији у округу Болоња, региону Емилија-Ромања.
Према процени из 2011. у насељу је живело 4217 становника. Насеље се налази на надморској висини од 101 м.